# 梁汝璧
梁汝璧（1511年—？年），字應文，四川重慶府江津縣人，明朝政治人物。

## 生平
嘉靖十九年（1540年）舉庚子科四川鄉試，嘉靖二十年（1541年）聯捷辛丑科進士。

## 家族
曾祖梁楨，祖梁尚用，父梁佐，母周氏。